# Ankole
Ankole (in passato noto anche come Nkore e prima ancora Kaaro- Karungi) era uno dei quattro regni tradizionali dell'Uganda. Si trovava nella parte sudoccidentale del paese, a est del Lago Edward. Il sovrano di Ankole veniva identificato col titolo di Mugabe o Omugabe. Gli abitanti del luogo prendono il nome di Banyankole (o "Banyankore") e parlano la lingua runyankole, del gruppo delle lingue bantu.
Abolito nel 1967 come gli altri regni tradizionali ugandesi, al contrario di essi non è mai stato ricostituito. Il territorio corrisponde oggi a sei distretti: Bushenyi, Ntungamo, Mbarara, Kiruhura, Ibanda e Isingiro.

## Denominazione
Il nome originale del regno era "Kaaro-Karungi"; si ritiene che la denominazione di "Nkore" sia entrata in uso nel XVII secolo, in seguito all'invasione da parte del vicino regno di Bunyoro-Kitara. Furono invece gli inglesi, in epoca coloniale, a introdurre il nome di "Ankole" per riferirsi a una suddivisione amministrativa che unificava l'antico regno di Nkore e altri regni e territori minori (Igara, Sheema, Buhweju e parte di Mpororo).

## Struttura politica
I Banyankole avevano un sistema centralizzato di governo, retto dal Mugabe. Al Mugabe rispondevano una sorta di primo ministro detto Enganzi e capi locali detti Abakuru b'ebyanga, che a loro volta comandavano su una struttura gerarchica di livello inferiore.
La carica di Mugabe era ereditaria. La dinastia regnante era quella del clan Bahinda, che vantava una discendenza diretta da Ruhanga. Fra i riti legati alla morte di un sovrano c'era il suicidio rituale di alcune delle sue mogli e alcuni dei suoi servi. La salma di un sovrano richiedeva specifici riti di sepoltura, e per enfatizzare la differenza rispetto alla morte di una persona comune, si usava una parola speciale per indicare il cadavere (omuguta) e una particolare variante del verbo "morire" (aathize). In assenza di una regola precisa per la scelta dell'erede, le lotte di successione erano comuni.
Le insegne del re consistevano in una lancia e alcuni tamburi. Fra questi si distingueva il Bagyendanwa, uno speciale tamburo suonato solo all'incoronazione di un nuovo mugabe. Il Bagyendanwa era talmente importante che veniva considerato "proprietario" di beni terreni (per esempio mucche) e padrone di una serie di altri tamburi suoi "servi".

## Guerra
Il regno disponeva un esercito regolare, diviso in battaglioni detti emitwe (singola: omutwe), ciascuno corrispondente a una provincia (mukuru w'ekyanga o omukungu) del regno. Gli scontri con i regni vicini, e in particolare con quello di Bunyoro, erano comuni, anche se in genere avevano più la natura di razzie che di vere e proprie guerre di conquista. Sono note comunque almeno due invasioni di Bunyoro ai danni di Ankole, una avvenuta durante il regno dell'omukama (sovrano di Bunyoro) Olimi I e una avvenuta nel XVII secolo durante il regno dell'omukama Walimi I. A sua volta, Ankole intraprese occasionalmente guerre di conquista contro i vicini, ad esempio contro Bwera.